# Li Čchun-siou
Li Čchun-siou (čínsky pchin-jinem Lǐ Chūnxiù, znaky 李春秀; * 13. srpna 1969) je čínská atletka, chodkyně, která získala bronzovou medaili na 10 km na letních olympijských hrách 1992 v Barceloně. Vyhrála také východoasijské hry v roce 1993 a ve stejném roce skončila druhá na mistrovství Asie.